# Roosevelt Avenue/74th Street
Jackson Heights-Roosevelt Avenue/74th Street-Broadway, o semplicemente Roosevelt Avenue/74th Street, è una stazione della metropolitana di New York situata all'incrocio tra le linee IRT Flushing e IND Queens Boulevard. Nel 2019 è stata utilizzata da 17 077 862 passeggeri. È servita sempre dalle linee 7, E e F, dalla linea R sempre tranne di notte e dalla linea M durante i giorni feriali esclusa la notte.

## Storia
La stazione sulla linea IRT Flushing fu aperta il 21 aprile 1917, mentre quella sulla linea IND Queens Boulevard venne inaugurata il 19 agosto 1933. Tra il 2001 e il 2005 la stazione fu ristrutturata.

## Strutture e impianti
La stazione della linea IRT Flushing è posta su un viadotto al di sopra di Roosevelt Avenue, ha due banchine laterali e tre binari, i due esterni per i treni locali e quello centrale per i treni espressi. Il suo mezzanino, posizionato sotto il piano binari, ospita un gruppo di tornelli, una scala che porta direttamente su 74th Street e l'ascensore e le scale che collegano con la stazione sotterranea della linea IND Queens Boulevard.
La stazione della linea Queens Boulevard è posizionata al di sotto di Broadway e ha due livelli. Quello superiore funge da mezzanino e ha cinque ingressi, localizzati agli incroci con 73rd Street, 74th Street e 75th Street. Quello inferiore ospita il piano binari e ha due banchine ad isola e quattro binari, i due esterni per i treni locali e i due interni per quelli espressi.

## Interscambi
La stazione comprende il Victor Moore Bus Terminal, servito da numerose linee gestite da MTA Bus e NYCT Bus.
- Fermata autobus